# Zivilcouragepreis des CSD Berlin
Mit dem Zivilcouragepreis des CSD Berlin werden besondere Verdienste um die Gleichstellung von Lesben, Schwulen, Bisexuellen und Trans-Personen (LGBT) ausgezeichnet. Zudem sollen mit der Preisvergabe auch Inhalte im Kampf um die Gleichstellung von LGBT-Menschen transportiert werden.
Seit dem Jahr 2001 wurden mit der Ehrung jährlich zwei bis fünf Personen oder Organisationen bedacht. Der Preis wird vom Verein Berliner CSD e.V. vergeben und im Rahmen des vom Verein organisierten CSD Berlin feierlich überreicht. Die Vergabe erfolgt in jedem Jahr unter einem anderen Leitthema.
Seit 2014 wird der Preis unter dem Namen Soul of Stonewall Award (SoSA) weitergeführt.

## Preisträger
- 2001 (Leitthema: Zivilcourage zeigen. Motto: „Berlin stellt sich que(e)r gegen Rechts!“)
  - Maneo – das schwule Überfalltelefon
  - Queer gegen Rechts (Berliner politische Gruppe)
  - Andreas-Gymnasium Friedrichshain
  - Paul Spiegel

- 2002 (Leitthema: Frauen. Motto: „Wir machen Berlin anders. Weltoffen. Tolerant. Queer.“)
  - Maria Jepsen
  - Rita Süssmuth
  - Claudia Roth
  - Bündnis Demokratie Jetzt

- 2003 (Leitthema: Geschichte. Motto: „Akzeptanz statt Toleranz“)
  - Berliner Kindermuseum „Labyrinth“
  - Alice Schwarzer
  - Ina Deter
  - Curly Krohn
  - Joachim Müller
  - Eduard Stapel

- 2004 (Leitthema: Kultur. Motto: „homo ! kulturell – multi ! sexuell – hetero ! gen“)
  - Andreas Wieske und das Xenon Kino Team
  - Mahide Lein
  - Ralf König
  - Spinnboden – Lesbenarchiv und Bibliothek e.V.
  - Schwules Museum e.V.

- 2005 (Leitthema: Europa. Motto: „Unser Europa gestalten wir“)
  - Zeit des Lebens-Plus Ukraine
  - European Gay and Lesbian Sport Federation (EGLSF)
  - Seyran Ates

- 2006 (Leitthema: WM – Internationaler Wettkampf. Motto: „Verschiedenheit und Recht und Freiheit“)
  - José Luis Rodríguez Zapatero
  - Lesbenberatung e.V. Berlin
  - International Lesbian and Gay Association Europa und Kurt Krickler
  - Volker Beck und Margot von Renesse
  - Tomasz Baczkowski

- 2007 (Leitthema: Diskriminierung in der Arbeitswelt. Motto: „Vielfalt sucht Arbeit“)
  - Edwin Cameron
  - Lissy Gröner
  - Ver.di Bundesarbeitskreis Lesben, Schwule, Bisexuelle und Transgender
  - Ford Globe (Gay, Lesbian or Bisexual Employees) Deutschland

- 2008 (Leitthema: Hassgewalt. Motto: „Hass du was dagegen?“)
  - Maria Sabine Augstein
  - Manfred Bruns
  - Maren Kroymann
  - Michael Unger
  - Sonderpreis: Die Schweizerinnen und Schweizer

- 2009 (Leitthema: Artikel 3 Grundgesetz. Motto: „Stück für Stück ins Homoglück“)[2]
  - Brigitte Zypries
  - Helmut Graupner

- 2010 (Leitthema: Trans- und Intersexualität. Motto: „Normal ist anders“)
  - Martin Dannecker
  - (Judith Butler, Butler lehnte den Preis ab)

- 2011 (Leitthema: Sport. Motto: „Fariplay für Vielfalt“)
  - Tanja Walther-Ahrens
  - Federation of Gay Games und Gay and Lesbian International Sport Association

- 2012[3]
  - Claudia Schoppmann und Günter Grau
  - Stiftung Denkmal für die ermordeten Juden Europas
  - Sonderpreis: Friedrichstadt-Palast und sein Intendant Berndt Schmidt

- 2013[4]
  - Kasha Jacqueline Nabagesera
  - Dirk Siegfried
  - Die Republik Argentinien